# Ricardo Grandío

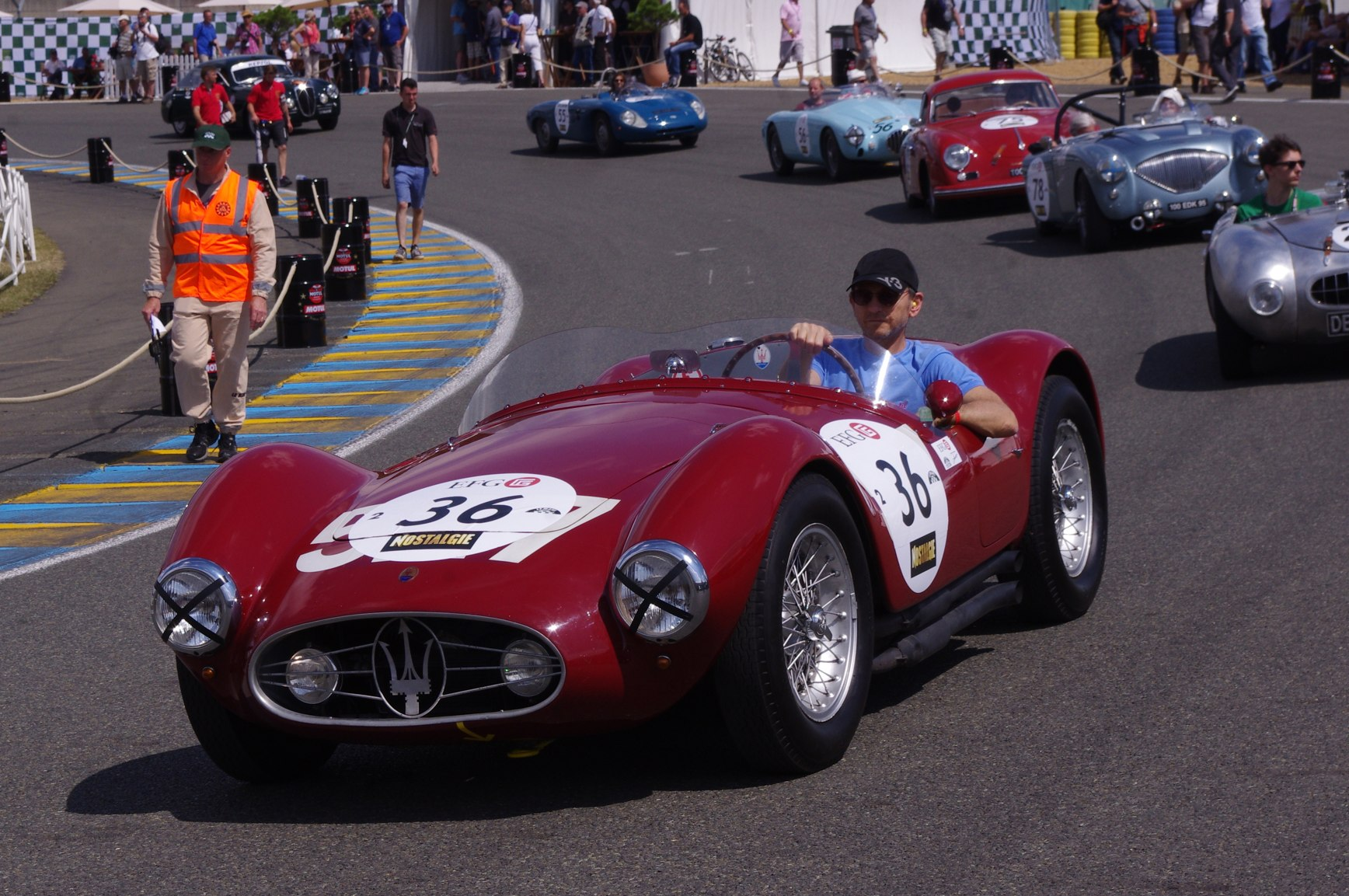
Auf einem Maserati A6GCS erreichte Ricardo Grandío beim 1000-km-Rennen von Buenos Aires 1955 den dritten Gesamtrang

Ricardo Grandío war ein argentinischer Autorennfahrer.

## Karriere als Rennfahrer
Ricardo Grandío war in den 1950er-Jahren im Sportwagensport aktiv. Sein größter internationaler Erfolg war der dritte Gesamtrang beim 1000-km-Rennen von Buenos Aires 1955. Bei dem zur Sportwagen-Weltmeisterschaft dieses Jahres zählenden Langstreckenrennen war José Faraoni sein Teampartner. Einsatzwagen war ein Maserati A6GCS. Einen weiteren dritten Endrang erreichte er beim 500-Meilen-Rennen von Rafaela 1956.

## Statistik

### Einzelergebnisse in der Sportwagen-Weltmeisterschaft
| Saison | Team       | Rennwagen      | 1   | 2   | 3   | 4   | 5   | 6   |
| ------ | ---------- | -------------- | --- | --- | --- | --- | --- | --- |
| 1955   | Juan Perón | Maserati A6GCS | BUA | SEB | MIM | LEM | RTT | TAR |
| 1955   | Juan Perón | Maserati A6GCS | 3   |     |     |     |     |     |
| 1956   |            | Ferrari 375MM  | BUA | SEB | MIM | NÜR | KRI |     |
| 1956   | DNF        | Ferrari 375MM  |     |     |     |     |     |     |
| 1958   |            | Osca F2/S 1500 | BUA | SEB | TAR | NÜR | LEM | RTT |
| 1958   | 9          | Osca F2/S 1500 |     |     |     |     |     |     |